# Лукаш Саша
Лукаш Пашеко Афини (на португалски: Lucas Pacheco Affini), наричан Лукаш Саша, е бразилски футболист, дефанзивен полузащитник състезател на Арис..
Играл е в ПФК ЦСКА (София) през сезон 2012/13. От 2013 до 2015 г. е състезател на израелския Апоел Тел Авив.

## Кариера

### ЦСКА
Прави своя официален дебют за ЦСКА в домакинската втора среща-реванш от втория предварителен кръг за Лига Европа 2012/2013, срещу словенският тим на НД Мура 05, завършила 1:1, заменяйки в 79-а минута Коста Янев . Отбелязва първия си гол в 8 кръг на А ПФГ на 6 октомври 2012 г. в 30-а секунда на срещата Славия-ЦСКА 0:2 . Втория си гол за ЦСКА в А ПФГ отбелязва на 6 април 2013 г. в срещата Ботев (Враца)-ЦСКА 3:4, като голът му се оказва победен за ЦСКА . На 31 октомври 2012 г. отбелязва гол в първи 1/16-финал за Купата на България в срещата Лудогорец-ЦСКА 1:2 .

### Апоел
На 18 юли 2013 г. отбелязва гол в мач от втория квалификационен кръг на турнира Лига Европа Берое (Стара Загора)-Апоел (Тел Авив) 1:4 .

### „Лудогорец"
Дебютира за „Лудогорец" в А ПФГ на 26 юли 2015 г. във Варна в срещата Черно море-„Лудогорец" 2 – 3 . Дебютира в Б ПФГ на 30 август 2015 г. с гол в срещата Лудогорец II-Литекс II 2 – 1 . Отбелязва първия си гол за „Лудогорец“ в мач от 1/16 финали от турнира за Купата на България на 23 септември 2015 г. в срещата ФК Локомотив 1929 (Мездра)-„Лудогорец“ 0 – 5 . Отбелязва първия си гол за „Лудогорец“ в мач от А ПФГ на 21 февруари 2016 г. в срещата „Лудогорец“-Левски – 2 – 1 .

## Успехи
С юношите на Коринтианс печели Купата на Сао Пауло за младежи, през 2009 година.

### „Лудогорец"
- Шампион на A ПФГ: 2015/16, 2016/17, 2017/18, 2018/19
- Суперкупа на България: 2018